# Antabhoga gardineri
Antabhoga gardineri är en insektsart som beskrevs av William Lucas Distant 1912. Antabhoga gardineri ingår i släktet Antabhoga och familjen Tropiduchidae. Inga underarter finns listade i Catalogue of Life.